# 定恵

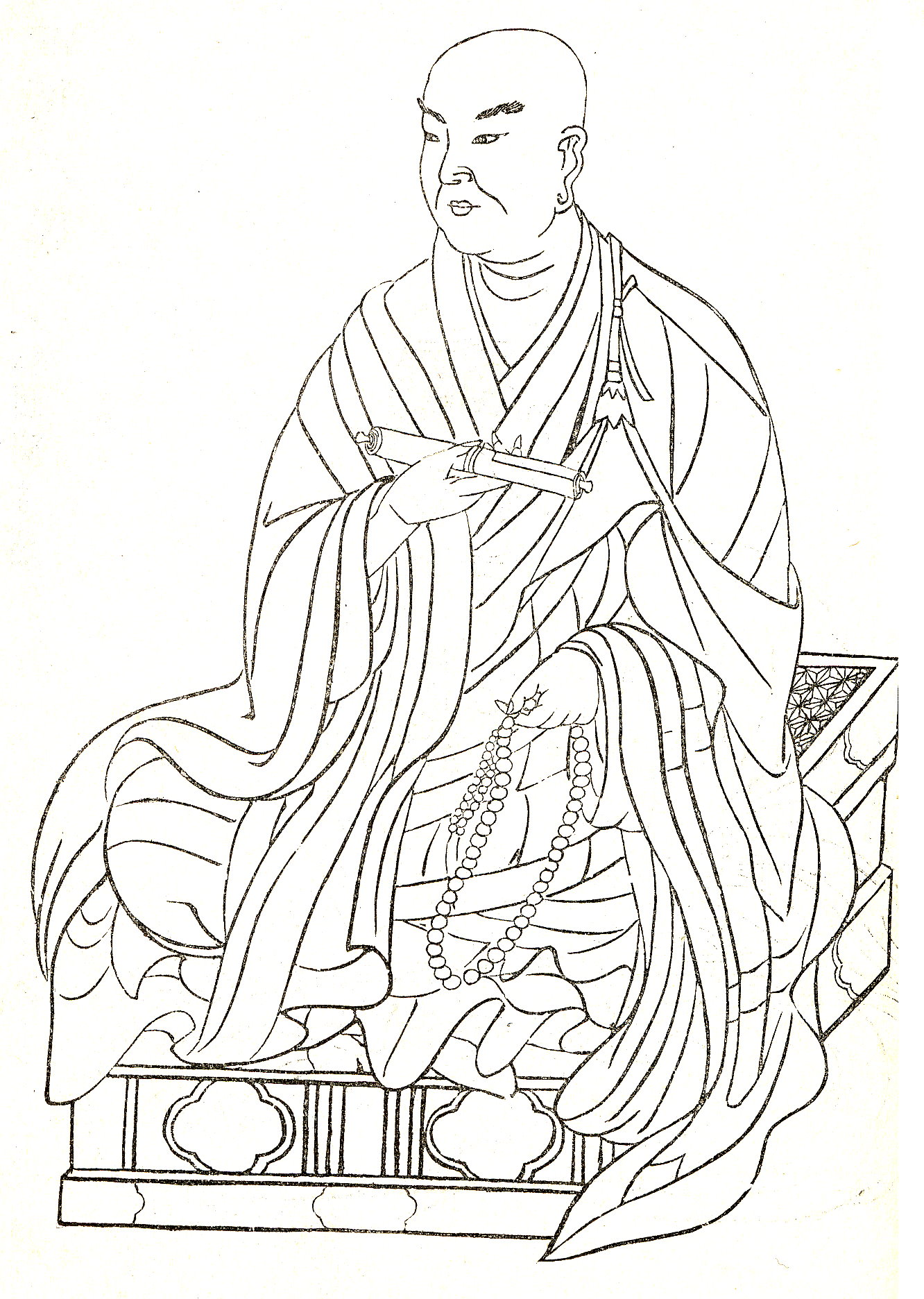
定恵上人・『集古十種』より

定恵（じょうえ / じょうけい、旧字体：定惠、皇極天皇2年（643年）- 天智天皇4年12月23日（666年2月2日））は、飛鳥時代の学僧。定慧、貞恵とも書かれる。父は中臣鎌足（藤原鎌足）。出家前の俗名は「中臣 真人（なかとみ の まひと）」、弟に藤原不比等がいる。

## 略歴
653年（白雉4年）5月、遣唐使とともに留学僧として唐へ渡った。
長安懐徳坊にある慧日道場に住し、玄奘の弟子の神泰法師に師事した。遊学して内経外典に通じたという。
665年（天智天皇4年）9月、朝鮮半島の百済を経て日本に帰国した。唐からの使節劉徳高の250余人の大使節団と共に帰国したとされるが、同年12月に大原（現在の奈良県高市郡明日香村小原）で亡くなった。高句麗の僧・道賢が誄（しのびごと）をつくっている。

### 出家について
一部の学者は、神祇に関わり、仏教伝来に際しては中臣鎌子、中臣勝海らの強硬な反対者を出している中臣氏出身の鎌足が、長男である人物を出家させるというのは、熱心な仏教信者として知られる蘇我氏においてもなかった前代未聞の事態であったとしている。
しかし、蘇我馬子の子・蘇我善徳は長子にして出家しており、中臣氏においても中臣渠毎の子である僧侶・安達（中臣大嶋の兄）が定恵と一緒に唐に留学しており、一族の長子が出家することも、中臣氏の子弟が出家・入唐することも特殊ではなかった。また学問を修めた僧が政治に参加することは不思議ではなく、上記の安達と共に粟田氏の道観（後の粟田真人）も同時に入唐している。道観は帰朝後に還俗し、政治参加し大宝律令の制定などの功績を挙げている。
また、定恵の出生に関わる伝説を出家の理由とする学者もいる。角田文衛は『多武峯略記』の伝説を参考に、孝徳天皇が寵妃「車持夫人」を鎌足に下賜した際に既に定恵を懐妊していたとする。